# Tetraplodon tomentosus
Tetraplodon tomentosus là một loài rêu trong họ Splachnaceae. Loài này được Sehnem mô tả khoa học đầu tiên năm 1976.